# Xã Grand River, Quận Madison, Iowa
Xã Grand River (tiếng Anh: Grand River Township) là một xã thuộc quận Madison, tiểu bang Iowa, Hoa Kỳ. Năm 2010, dân số của xã này là 281 người.